# Обрешітка

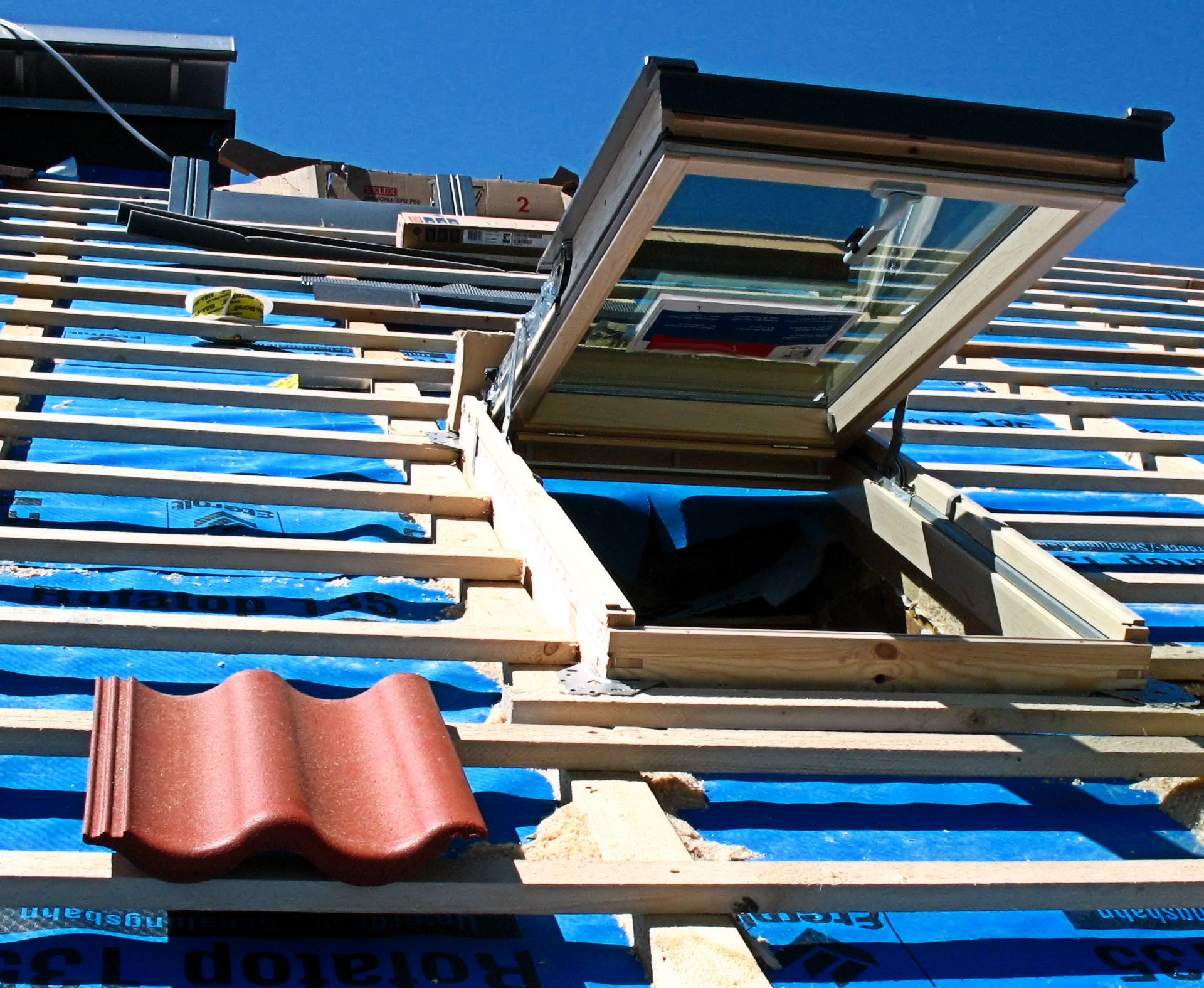
Обрешітка під черепицю

Обреші́тка — решітчаста конструкція чи суцільний настил, який встановлюється поверх кроквяних ніг і є основою покрівлі (також може розглядатися як її нижній елемент). Складається з лат і контрлат. Виконує функцію основи для кріплення покрівельного матеріалу, бере участь в посиленні просторової структури даху. Також «обрешіткою» може називатися вся основа покрівлі разом — кроквяна система з латами.

## Види

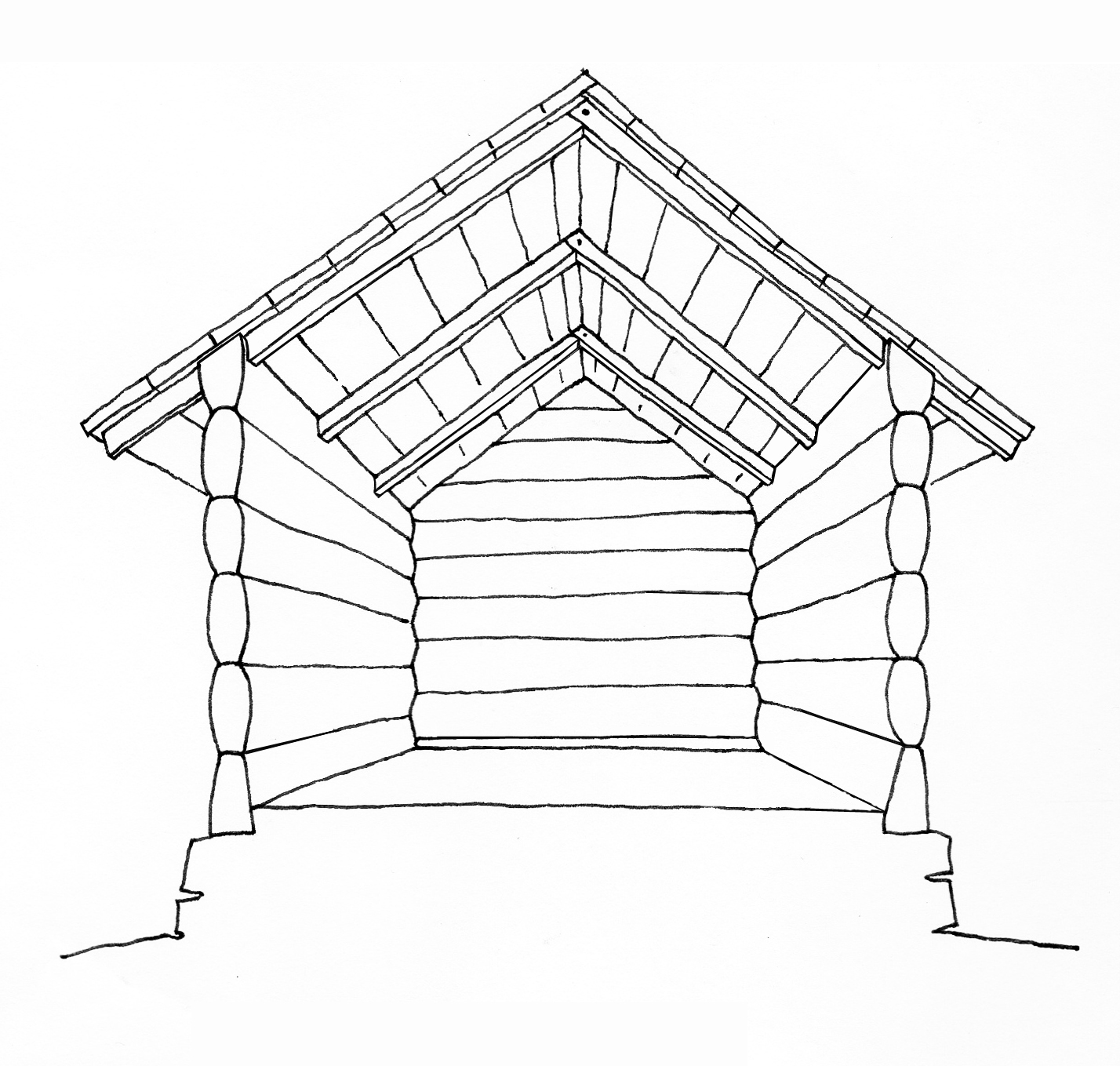
Будова даху з суцільною обрешіткою

Різні види покрівельних матеріалів вимагають різні конструкції обрешітки. Вона може бути одношаровою і двошаровою, суцільною і розрідженою.
- Одношарова обрешітка — настилається поперек кроков.
- Двошарова обрешітка — може бути з перпендикулярними і діагонально розташованими шарами. Перший шар настилають поперек кроков, другий — паралельно їм.
- Суцільна обрешітка — просвіт між елементами не перевищує 1 см. Підходить для покрівель з рулонних матеріалів, м'якої черепиці, металочерепиці, плоского шиферу.
- Розріджена обрешітка — має крок між елементами в кілька сантиметрів. Підходить для покрівель з натуральної черепиці, хвилястого шиферу, бляхи.

## Самцевий дах

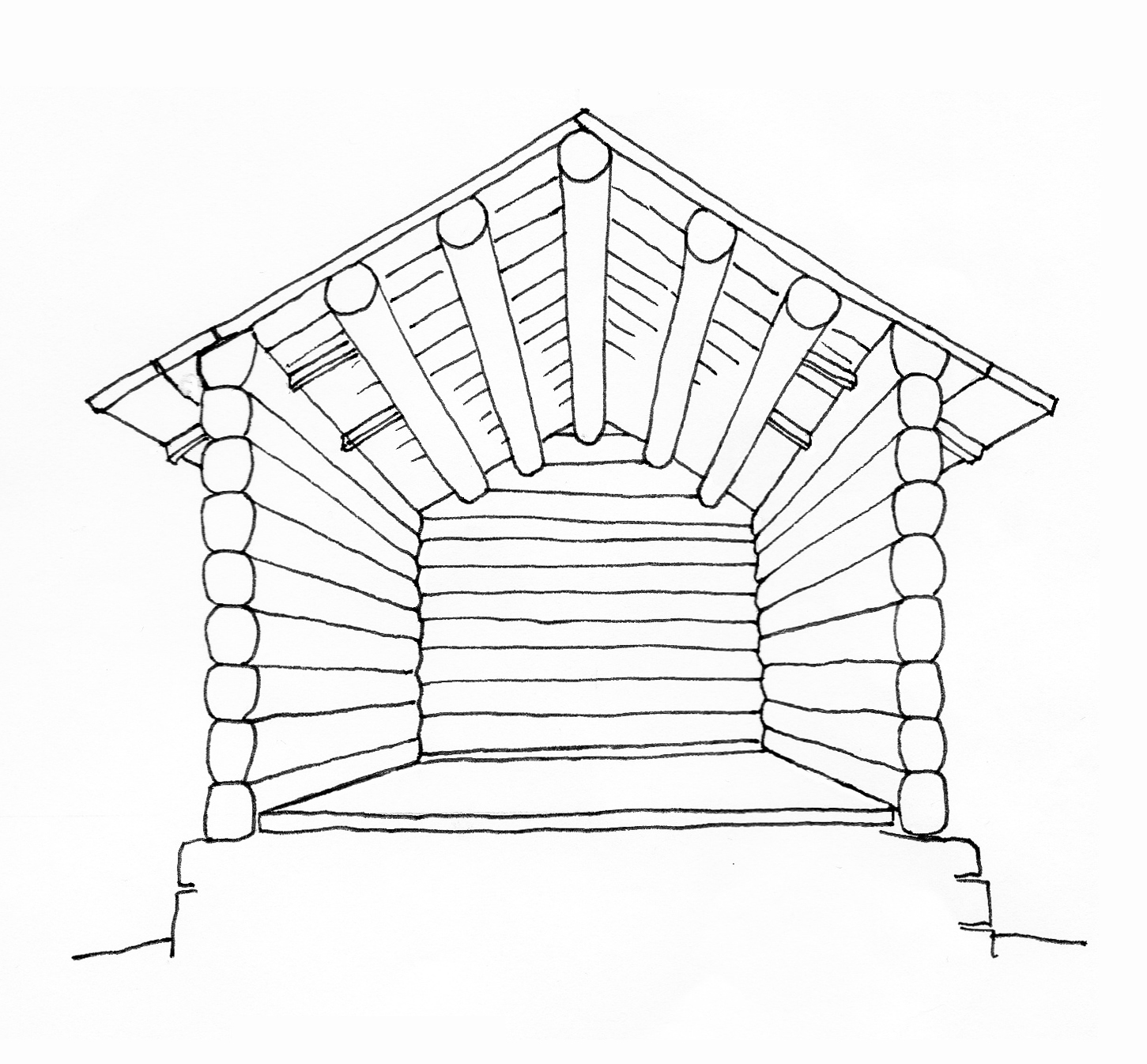
Будова самцевого даху

У традиційній російській рубленій хаті дахи часто влаштовували рубленими («самцевими»): крокви в них були відсутні, а лати (рос. слеги) врубали в дедалі коротші догори колоди щипців. На лати вже настилали покрівельне покриття (тес, дранку, ґонт-леміш). Давнішою даховою конструкцією був дах «на курицях»: до гребеневої лати (рос. коньковая слега) і нижніх лат (слеги, решетины) кріпили поперечні стовбури дерев з кокорами унизу — куриці; на кокори укладали поздовжні бруси — потоки. Дошки-тесини нижніми кінцями входили у пази потоків, верхніми — у пази гребеневої лати. Верхні крайки дахових дощок всіх типів покрівлі закривали на гребені видовбаною колодою — охлупнем (рос. охлупень) чи шеломом, іноді з кінцем у вигляді кінської голови. Традиційним способом кріплення був безцвяховий: охлупень притискували до гребеневої лати спеціальними шпонками — сороками чи стамиками. Торці лат, що виступали на щипцях, могли прикривати дошками — так званими причолинами (рос. причелины), зазвичай вирізьбленими. Місце, де вони сходилися, закривали короткою вертикальною дошкою — полотенцем, також прикрашеною різьбленням.